# 迪斯默爾島
68°6′S 68°50′W / 68.100°S 68.833°W
迪斯默爾島（Dismal Island），是南極洲的島嶼，位於葛拉漢地西岸的法利埃海岸，處於瑪格麗特灣，長2公里，最高點海拔高度60米，在1909年由讓-巴蒂斯特·夏古率領的法國探險隊發現和繪入地圖，現時由南極條約體系管理。